# کمپین ریاست‌جمهوری کوری بوکر (۲۰۲۰)

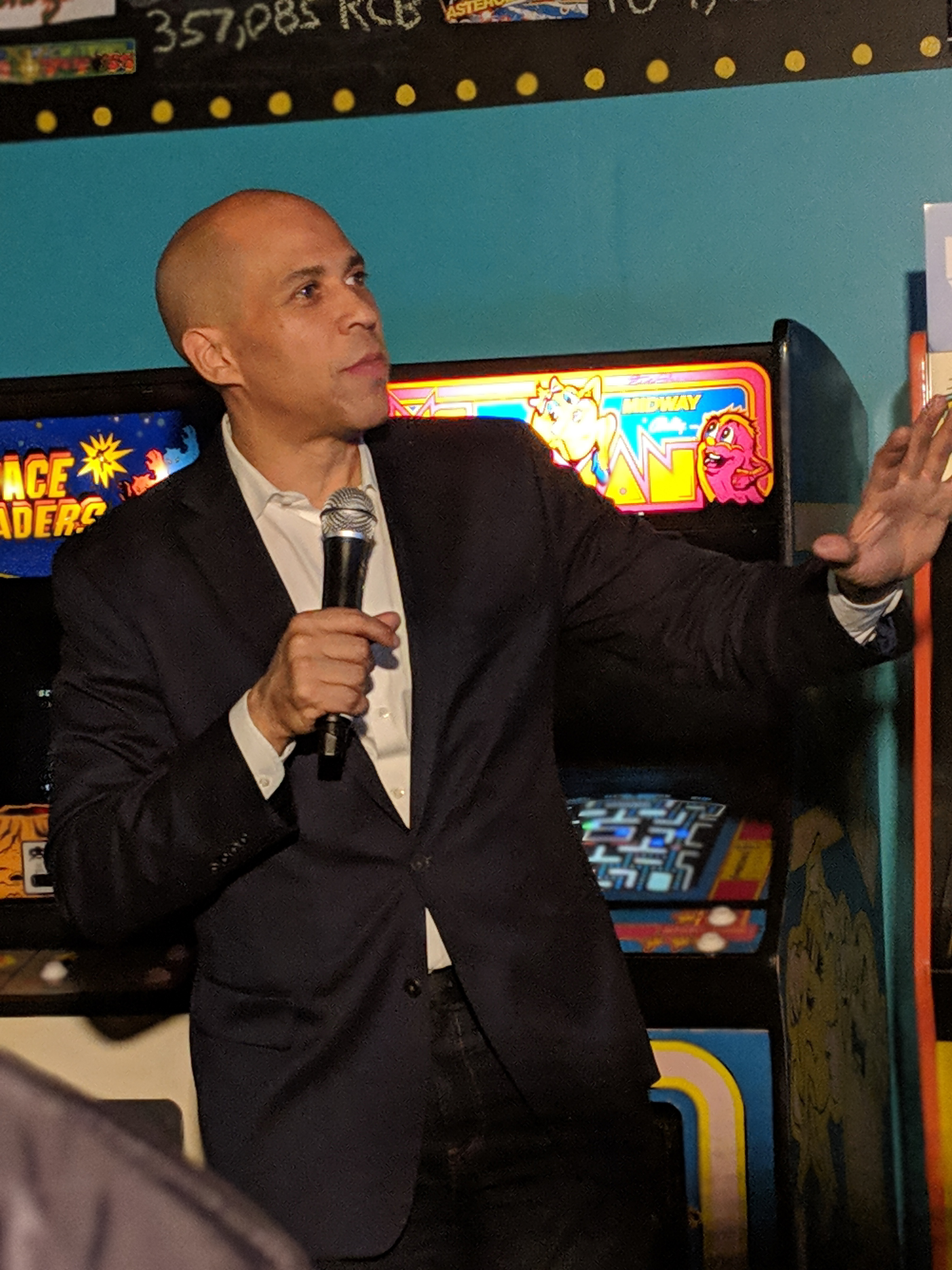

کمپین ریاست‌جمهوری کوری بوکر۲۰۲۰ (انگلیسی: Cory Booker 2020 presidential campaign) کمپین مربوط به سناتور کوری بوکر در اول فوریه ۲۰۱۹ بود که با پخش یک کلیپ ویدیویی با عنوان: ما برمی‌خیزیم، کاندیداتوری خود برای شرکت در انتخابات ریاست‌جمهوری را اعلام کرد و آن را در کانال یوتوب به نمایش گذاشت. وی به مناسبت نامزدی خود آن روز را روز تاریخی سیاهان در این ماه اعلام کرد.

## پیشینه
پولیتیکو در سال ۲۰۱۸ به نام بوکر در یک کارزار پنج نفره حزبی به نام «نه» شناخته شد. او در رقابت‌های انتخاباتی در کنار سناتورهای کنگره از جمله کامالا هریس، کرستن جیلیبرند، الیزابت وارن و برنی سندرز، علیه نامزدی ترامپ برای مشاغل اداری رای داده بود. تمام پنج سناتور این گروه به‌طور بالقوه به عنوان نامزدهای انتخاباتی ریاست جمهوری سال ۲۰۲۰ در نظر گرفته شدند. بوکر در سال ۲۰۱۸ و اوایل سال ۲۰۱۹ سفرهای خودرا با مراجعه به اماکن و شهرهای کمپین پیشین آغاز کرد.